# Bullet (scacchi)
Negli scacchi il bullet è una modalità di gioco non ufficialmente riconosciuta dalla FIDE. Tale modalità prevede cadenze iperveloci con un tempo di riflessione inferiore ai 3 minuti per giocatore, tuttavia più comunemente viene messo a disposizione soltanto 1 minuto per giocatore. Per la sua natura molto rapida, questa modalità è praticata soprattutto nel gioco online.

## Etimologia del termine
Il termine bullet proviene dall'inglese proiettile, che sta ad indicare la natura molto veloce di questa variante degli scacchi. In alcuni casi è chiamato anche con il termine lightning, tuttavia il termine in inglese ha lo stesso significato del termine tedesco blitz, che è già utilizzato a livello internazionale per le cadenze lampo.

## Pratica del gioco
Sebbene il bullet sia praticato anche tra i giocatori di massimo livello, il termine non è citato nel regolamento internazionale, pertanto per la FIDE tali cadenze rientrano nel gioco blitz e sono valevoli per la variazione di punteggio Elo relative a quest'ultimo. In gran parte dei server di scacchi i punteggi relativi al blitz e al bullet risultano invece distinti tra loro.